# Atopsyche sinchicurac
Atopsyche sinchicurac är en nattsländeart som beskrevs av Schmid 1989. Atopsyche sinchicurac ingår i släktet Atopsyche och familjen Hydrobiosidae. Inga underarter finns listade i Catalogue of Life.